# 이재명 정부의 외교

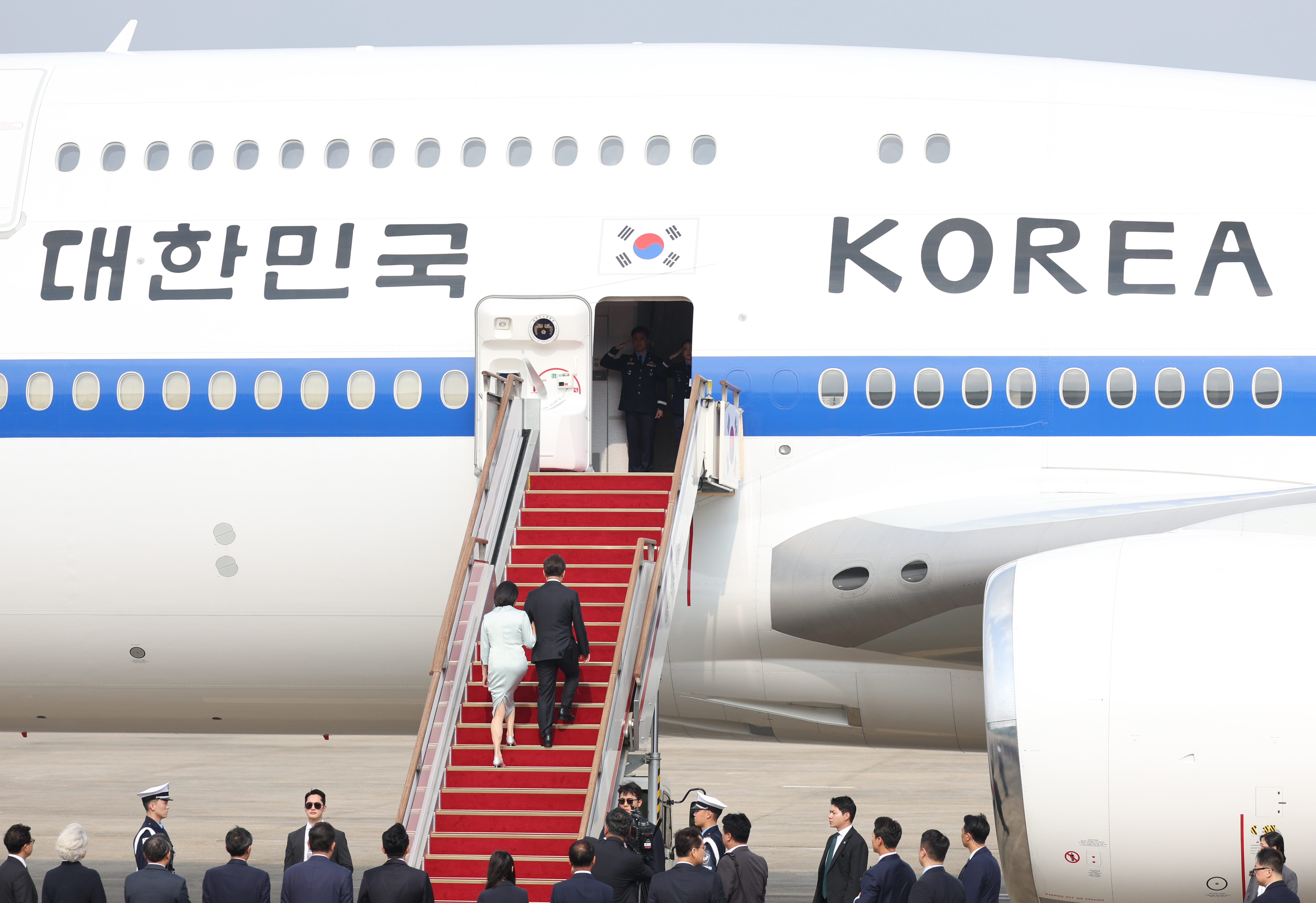
취임 후 첫 순방지인 캐나다 출국길에 오른 이 대통령 내외 (2025년 6월 16일)

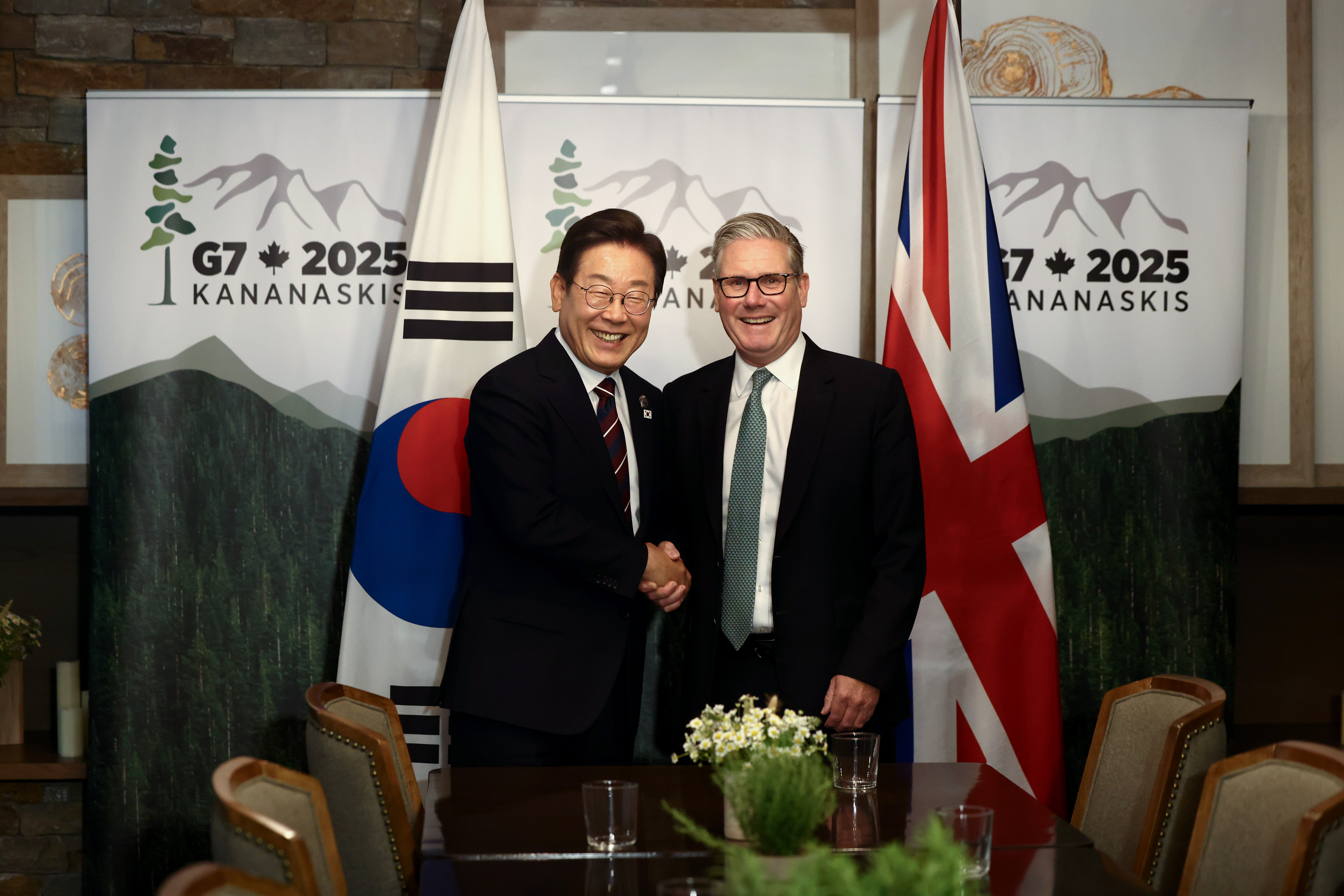
G7 정상회의 계기 한·영 정상회담 전 악수하고 있는 이 대통령과 키어 스타머 영국 총리 (2025년 6월)

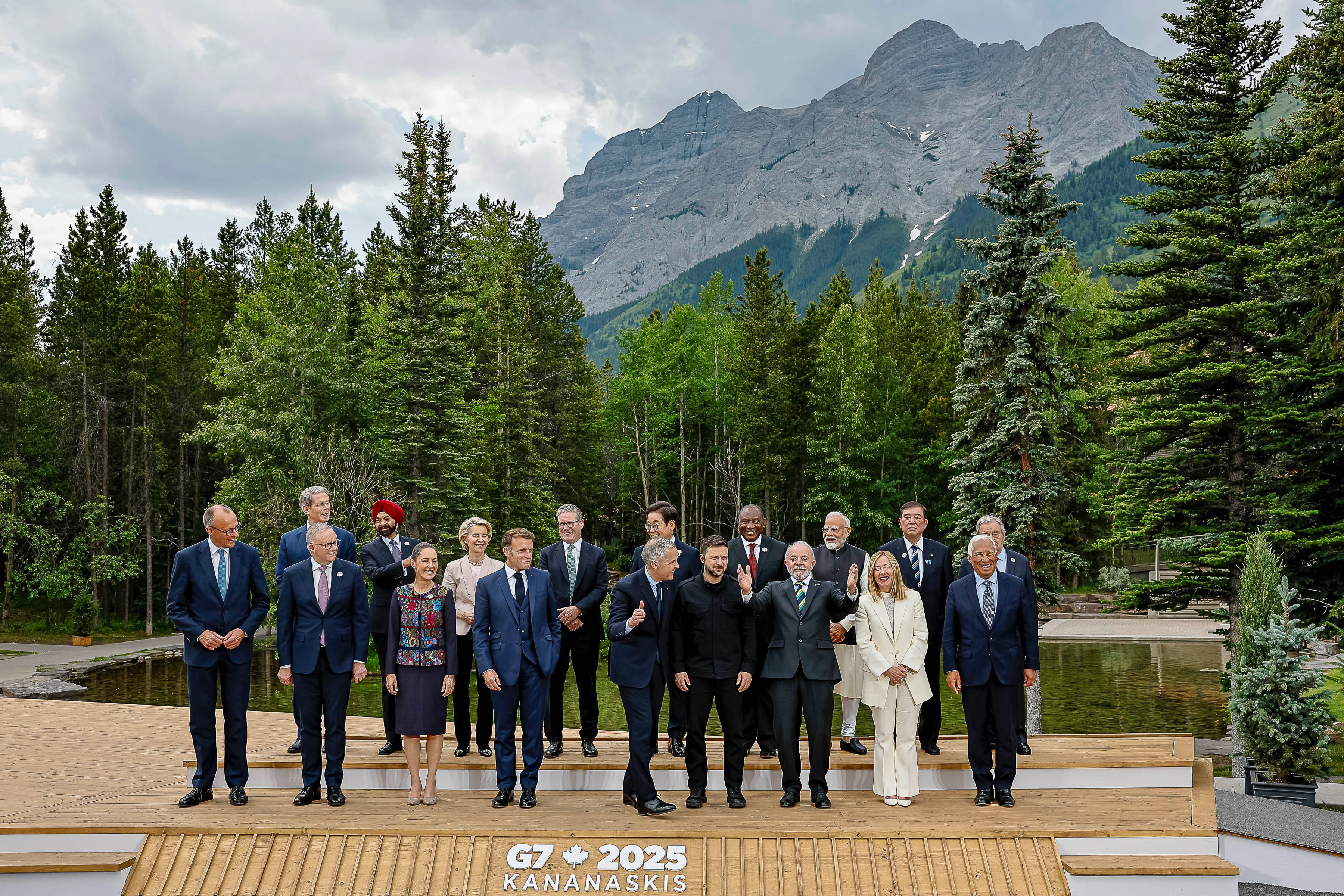
제51회 G7 정상회의에 참석한 이 대통령 (뒷줄 왼쪽에서 다섯 번째)

이재명 정부 기간 대한민국의 양·다자 관계, 주요 외교 정책 등을 서술한다. 이재명 대통령의 첫 순방지는 제51회 G7 정상회의가 열린 캐나다였으며, 정부 출범 후 방한한 첫 정상급 인사는 또럼 베트남 공산당 서기장이었다.

## 외교 기조
국민주권정부의 외교 기조로는 실용외교가 있으며, 김진아 국민주권정부 정부 초대 외교부 2차관은 이 실용외교에 대해, 단순히 실리만을 추구하는 것이 아닌 가치와 실리의 균형을 맞추는 것이라며 "전략적 자율성을 충분히 확보하며, 또 위협을 관리하고 기회를 포착하는 정교한 외교 전략"이라고 설명하였다. 이 대통령은 취임 후 미국과 일본, 중국에 이은 네 번째 정상 통화를, 두코바니 원자력 발전소 사업 등 경제 협력 관계가 강화되고 있는 체코와 진행하였다. 역대 대통령들은 취임 이후 미국을 첫 번째로 중국, 러시아, 일본 등 주변 주요국을 우선해 정상 통화를 해 오는 게 관례였으나, 체코와 네 번째 정상 통화를 하여 이례적이라는 평가가 있었다.
위성락 안보실장은 이 대통령의 제51회 캐나다 G7 정상회의 참석차 출국 전날 가진 브리핑에서 "한국은 미국을 비롯한 G7 국가들과 가치를 같이하는 나라"라며 여기에 동참하고 동조·협의하면서 대외관계를 맺는 것이 기조라고 밝혔다.

## 양자 관계

### 미국
이재명 정부의 첫 정상외교는 한미 정상 전화 통화였다. 이재명 대통령과 도널드 트럼프 미국 대통령은, 이 대통령 취임 사흘째인 2025년 6월 6일 오후 10시에 20분 동안 전화 통화를 가졌다. 대한민국 대통령실은 이 대통령과 트럼프 대통령 간 통화에서 한미 관세 협의 내용이 오갔으며 미측이 이 대통령을 방미 초청했다고 밝혔는데, 두 정상은 "가능한 시간에 동맹을 위한 라운딩을 갖기로 했다"고 전해졌다. 한미 정상 간 전화 통화가 이 대통령 취임 당일 또는 다음날 이루어질 것으로 관측되기도 하였으나 지연되자 야권에서는 이를 우려하는 메시지를 내기도 했었다. 이후 이 대통령이 2025년 6월 열린 제51회 G7 정상회의에 참석함에 따라 캐나다에서 한미 정상회담이 개최될 가능성이 점쳐지기도 하였고 실제로 위성락 국가안보실장 브리핑에 따르면 정상회담이 17일로 예정되어 있었으나, 트럼프 미 대통령의 조기 귀국으로 무산되었다.
트럼프 대통령은 윤석열 정부의 권한대행 체제였던 4월 9일 대(對)한국 관세 25% 부과를 결정한 데 이어 7월 7일, "한국에 8월 1일부터 상호 관세 25%를 부과할 것"이라며 이 대통령을 수신인으로 하는 서한을 대일본 서한과 함께 공개하였다. 서한에는 다음과 같은 내용이 들어 있었다.
한국과의 무역은 오랜 기간 공정하지 못했다.
25%는 무역 적자 불균형을 해결하기 위해서는 한참 모자라는 수치이다.
한국이 추가로 관세를 부과하면 25%에 그만큼 추가로 더 부과할 것이다.
 — 트럼프 미 대통령의 대한국 관세 서한 중에서…
이후 2박 4일 일정으로 방미한 위성락 안보실장은 마코 루비오 미 국무장관 등과 회담하였다. 위 실장은, 본인이 '조속한 시일 내 한미 정상회담을 해 제반 현안에서 상호 호혜적인 합의를 만들어 나가는 과정을 촉진해보자'고 하였고 루비오 장관도 공감을 표했다고 밝혔으나, 구체적 회담 일정을 확정하지는 못했다. 7월, 베트남과 인도네시아, 필리핀 등 동남아시아 국가들은 미국과 협상을 타결하였는데, 주요 내용은 다음과 같다.
| 대상국     | 타결일          | 상호관세율                       | 조건·내용 | 각주   |
| ---------- | --------------- | -------------------------------- | --- | ------ |
| 베트남     | 2025년 7월 2일  | 46→20% (4월 9일 발표比 26% 인하) | - 미국의 대(對)베트남 수출 품목에 대한 전면 무관세 - 단, 越측의 제3국 우회 재수출에 대해서는 40%의 관세 적용                                  | [ 10 ] |
| 인도네시아 | 2025년 7월 15일 | 32→19% (4월 9일 발표比 1% 인하)  | - 미국의 대(對)인니 수출 자동차·농산물·의약품에 대한 각종 규제 면제 - 단, 관세 회피 위해 제3국이 인니를 통해 환적시 그 제품에는 40% 관세 부과 | [ 11 ] |
| 필리핀     | 2025년 7월 22일 | 20→19% (7월 9일 서한比 1% 인하)  | - 양국 정상회담 당일 타결 - 필리핀의 '미국 제품에 대한 전면 무관세' 시장 개방                                                                 | [ 12 ] |
| 일본       | 2025년 7월 22일 | 25→15% (7월 9일 서한比 10% 인하) | - 일본의 5,500억 달러 규모 대미 투자 - 일본의 미국산 자동차·트럭·농산물 개방                                                                  |        |

7월 24일 김정관 산업통상자원부 장관과 여한구 통상교섭본부장은 하워드 러트닉 미 상무장관과 통상협상을 진행, 하루를 더 연장하여 25일까지 이틀 연속 협상을 이어갔다. 다음날에도 미국 협상단의 일정에 맞춰 스코틀랜드를 방문하며 추가 협상을 이어갔다. 구윤철 부총리 겸 기획재정부 장관이 29일 미국 협상에 합류, 러트닉 장관과 2시간 통상 협의를 이어나갔다. 이후 현지시간 30일(한국시간 31일 오전 7시 40분경) 트럼프 대통령이 한미 관세 협상이 타결되었음을 공식 발표, 곧이어 한국 측에서도 긴급 브리핑을 열어 협상 결과를 발표하였다.
| 대상국   | 타결일          | 상호관세율                       | 조건·내용 | 각주   |
| -------- | --------------- | -------------------------------- | --- | ------ |
| 대한민국 | 2025년 7월 30일 | 25→15% (7월 9일 서한比 10% 인하) | - 대한민국의 3,500억 달러 규모 대미 투자 - 미국 액화천연가스(LNG) 등 에너지 1,000억 달러 수입 - 대한민국의 미국산 자동차·트럭·농산물 개방 | [ 16 ] |

### 일본
이 대통령은 취임 닷새째인 2025년 6월 9일, 이시바 시게루 일본 총리와 전화 통화를 했다. 트럼프 대통령에 이어 해외 정상과의 두 번째 통화였다. 또한 캐나다 G7 정상회의에서 취임 2주만에 정상회담을 갖기도 하였다.
하지만 7월, 한일 양국은 과거사 문제를 두고 국제무대에서 초유의 투표 경쟁을 벌였다. 한국측이 유네스코 세계유산위원회 회의에서 '군함도에 대한 해석전략 이행에 관한 검토'를 안건으로 제안하여 잠정 의제에 올랐으나 일본측이 정식 의제 채택에 반대하였다. 이후 일본은 해당 의제를 제외한 수정안을 제시하였으나, 한국측은 이를 수용하지 않았다. 이에 이례적으로 '표결'에 부쳐지게 되었고, 결국 위원국 21개 중 찬성 7표·반대 3표로 일본 수정안이 통과되었다.

### 체코
2025년 6월 11일, 이 대통령은 페트르 피알라 체코 총리와의 통화에서 "올해는 한·체코 수교 35주년이자 전략적 동반자 관계 수립 10주년이 되는 뜻깊은 해"라고 평가했다. 정상 간 통화 이후 대통령실은 "양 정상은 지난 4일 체코 두코바니 신규 원전 건설 최종 계약이 체결된 것을 평가하고 이는 양국 간 경제 협력을 더욱 확대시키는 시금석이라고 했다"고 밝혔다. 피알라 총리와의 통화는 유럽 국가 정상과의 첫 통화였다. 본래 국민주권정부 출범 전인 5월 7일 한국수력원자력이 체코전력공사와 최종 계약을 체결할 예정인 관계로 안덕근 산업통상자원부 장관이 대통령 대리로 계약식 참석을 위해 체코를 찾았었으나, 하루 전날 한수원의 경쟁 상대였던 프랑스전력공사(EDF)가 체코 브르노 지방법원에 낸 계약 중지 가처분 신청이 받아들여지면서 최종 계약이 무산된 바 있다. 그러나 다음달인 6월 4일 피알라 총리는 최종 계약이 성사되었다고 밝혔고, 같은 달 정상 간 통화가 이루어지게 된 것이다.

## 다자 관계

### G7
이 대통령은 대선 기간 G7 플러스 진입을 공약한 바 있다. 이재명 정부 출범 전인 2025년 5월, 당년도 G7 의장국으로서 비회원국 초청 자격이 있는 캐나다의 마크 카니 총리는 G7 플러스(차기 G7 회원국)와의 협력을 설명하던 중 "오스트레일리아가 한 예고 한국도 또 다른 예"라며 "두 나라 모두 (G7 회의) 아웃리치에 참석할 것으로 기대한다"고 언급하였다. 이후 6월 7일 대통령실이, 이 대통령이 G7 정상회의 초청을 받았으며 참석하기로 결정하였다고 밝혔다. 이에 캐나다에서 열린 제51회 G7 정상회의가 이 대통령의 외교 데뷔 무대가 되었다.

## 회의 목록

### 양자 회담
| 날짜            | 상대국            | 정상                           | 장소     | 기타                             | 각주   |
| --------------- | ----------------- | ------------------------------ | -------- | -------------------------------- | ------ |
| 2025년 6월 16일 | 남아프리카 공화국 | 시릴 라마포사                  | 캐나다   | 제51회 G7 정상회의 계기          | [ 24 ] |
| 2025년 6월 16일 | 오스트레일리아    | 앤서니 앨버니지                | 캐나다   | 제51회 G7 정상회의 계기          | [ 24 ] |
| 2025년 6월 17일 | 브라질            | 루이스 이나시우 룰라 다 시우바 | 캐나다   | 제51회 G7 정상회의 계기          | [ 18 ] |
| 2025년 6월 17일 | 인도              | 나렌드라 모디                  | 캐나다   | 제51회 G7 정상회의 계기          | [ 18 ] |
| 2025년 6월 17일 | 멕시코            | 클라우디아 셰인바움 파르도     | 캐나다   | 제51회 G7 정상회의 계기          | [ 18 ] |
| 2025년 6월 17일 | 영국              | 키어 스타머                    | 캐나다   | 제51회 G7 정상회의 계기          | [ 18 ] |
| 2025년 6월 17일 | 일본              | 이시바 시게루                  | 캐나다   | 제51회 G7 정상회의 계기          | [ 18 ] |
| 2025년 6월 17일 | 캐나다            | 마크 카니                      | 캐나다   | 제51회 G7 정상회의 계기          | [ 25 ] |
| 2025년 8월 11일 | 베트남            | 또럼                           | 대한민국 | 럼 베트남 공산당 서기장 국빈방한 | [ 26 ] |

### 다자 회의
| 날짜               | 회의               | 장소   | 기타                     | 각주   |
| ------------------ | ------------------ | ------ | ------------------------ | ------ |
| 2025년 6월 16~17일 | 제51회 G7 정상회의 | 캐나다 | 이 대통령 외교 데뷔 무대 | [ 23 ] |

## 같이 보기
- 윤석열 정부의 외교